# Цукуриха
Цуку́риха — вузлова залізнична станція Лиманської дирекції Донецької залізниці (до грудня 2014 р. Ясинуватська дирекція) на лінії Рутченкове — Покровськ.
Розташована в смт Цукурине, Покровський район, Донецької області між станціями Роя (16 км) та Селидівка (9 км). Від Цукурихи є відгалуження до Курахівки (8 км).
Через військову агресію Росії на сході України транспортне сполучення припинене.

## Історія
Станція Цукуриха, разом із колією «другої дистанції» Роя — Селидівка, стала до ладу у 1916 році. Назва роз'їзду походить від топоніму «Цукрова балка», яка розташована неподалеку. За переказами, тут проходив торговельний шлях, яким возили цукор. Регулярний вантажний та пасажирський рух було відкрито у січні 1917 року. У травні 1917 року через станцію почали курсувати пасажирські поїзди: № 22/21 Гришине — Рутченкове з вагонами 2-4-го класу прослідував Цукуриху під час рейсу на Рутченкове о 04:45, під час рейсу на Гришине — об 11:36.

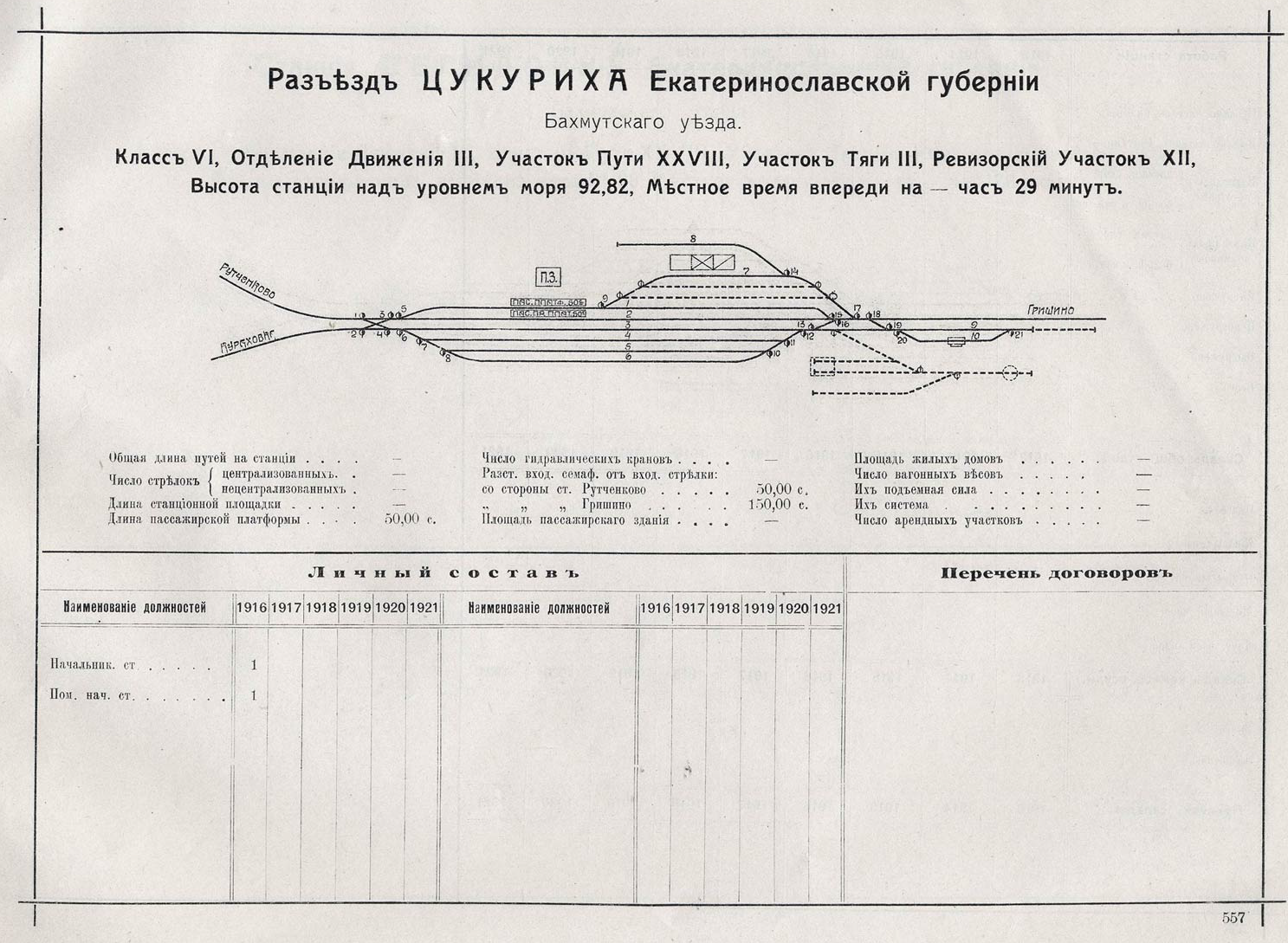
Цукуриха, схема колійного розвитку, 1917 рік

Головне призначення станції (до громадянської війни — роз'їзду) — примикання колії на Кураховські шахти. Саму колію протяжністю 14 верст від роз'їзду Цукуриха до тупикової станції Кохановка (в районі села Ільїнка) відкрили у листопаді 1918 року. На 8-й версті шахтної гілки була відкрита станція Кураховка. Планувалося одразу ж пристосувати шахтну гілку під рух пасажирських складів, але у зв'язку із усім відомими подіями, пасажирські (робочі) потяги тут пішли лише у другій половині 1940-х років, та й не до кінцевого пункту.
Станом на 1917 рік, колійний розвиток роз'їзду Цукуриха включав 10 станційних колій, з них 2 — тупикові. Серед споруд: пасажирська будівля і 2 пасажирські платформи, крита й відкрита товарні платформи, пакгауз і вагонні ваги. Штат станційних робітників складався із начальника і помічника начальника станції. В перспективі передбачалося укласти ще 5 тупикових станційних колій, які планували оснастити поворотним колом і будівлею для технічного обслуговування маневрових паровозів.
До станції Цукуриха на початку 1920-х років тяжів невеликий завод сільськогосподарських машин та обладнання в колонії Лесівка. У 1923 році станція прийняла 414 т, відправила — 157 т різних вантажів. За останні 3 місяці 1924 календарного року станція Цукуриха відправила всього 0,4 т, проте прийняла 194 т різних вантажів. На станції працювали 8 осіб із загальною зарплатою 226,24 крб. на місяць. Основне призначення станції — передача вагонів з лінії Рутченкове — Гришине на Курахівську гілку. При наявності вагонів по Курахівці й Коханівці, вантажний поїзд відстоювався на станції Цукуриха, в той час коли локомотив подавав порожні й (або) вивозив завантажені вагони з «живильної» гілки.
Станом на 1926—1927 господарський рік, станція Цукуриха прийняла 2,1 тис. т, а відправила 8,5 тис. т різних вантажів. Основне призначення станції Цукуриха у радянський період історії, окрім подачі вагонів і вивезенні вугілля з Кураховських шахт — обслуговування пасажирів. У 1925 році було відновлене пасажирське сполучення в обсязі 1 пари вантажно-пасажирського поїзда сполученням Гришине — Сталіне 3 рази на добу. З 1930 року пасажирський рух був щоденним, і до Другої світової війни пасажирських складів на напрямку було вже два на добу. На Курахівку — до 1940-х років причеплялися пасажирські вагони до вантажних поїздів. З другої половини 1940-х років до середини 1990-х років кількість пар пасажирських (приміських) поїздів через Цукуриху у різних напрямках збільшилася до 10 на добу. У 1980-х роках з Цукурихи курсували «дачні» дизель-поїзди у напрямку Донецька. Останній приміський (робочий) поїзд на Кураховку прослідував Цукуриху у 2009 році; на основному ході Рутченкове — Красноармійськ пасажирський рух було скасовано у 2014 році.
Щодо вантажів, при станції Цукуриха у 1956 році відкрили гідрошахту № 105, яку разом зі збагачувальною фабрикою в 1970 році приєднали до шахти № 42 «Курахівська», з 1993 року — припинила роботу. Але обсяги вантажної роботи станції, за рахунок Курахівської гілки, нині стабільно тримаються.